# Eduardo Pons Prades
Eduardo Pons Prades, también conocido por el seudónimo de Floreado Barsino (Barcelona, 19 de diciembre de 1920-ibídem, 28 de mayo de 2007), fue un escritor español especializado en la Historia Contemporánea española del siglo XX, guionista documental, activo partícipe del Partido Sindicalista de Ángel Pestaña, militante de la Confederación Nacional del Trabajo y conferenciante.

## Juventud
Hijo de un ebanista emigrante valenciano del pueblo de Alboraya, militante del Partido Federal y fundador del Sindicato Único de Elaborar Madera, Pons Prades nació en el barrio del Raval de Barcelona, poco antes del asesinato, casi debajo de su casa, del sindicalista Salvador Seguí, personalidad representativa del anarcosindicalismo barcelonés de principios del siglo XX, en el que su propia familia militaba. Su padre, una vez conocida por parte de la burguesía catalana su condición de sindicalista, perdió el negocio de ebanistería y pasó a encargarse de la biblioteca de la Casa de Valencia en Barcelona donde simpatizó con Vicente Claver conocido Republicano Federalista e impulsor del día del Libro en la Festividad de Sant Jordi en España.
Su madre, Gloria Prades Núñez, también emigrante valenciana del pueblo de Almácera y militante del Partido Sindicalista, con la llegada de la Segunda República Española entró a entrar trabajar en el Palau de la Generalitat por la amistad que mantenía la familia con Martí Barrera (consejero en aquella época).
Ya desde muy joven, Pons fue alumno de la Escuela Racionalista Labor, que continuaba la filosofía de Francisco Ferrer Guardia y cuyo director era Germinal Puig Elias. Allí asistió a las enseñanzas de Alberto Carsí, ingeniero y geólogo. Asistía también a las conferencias que se realizaban en el Asiátic. Su vocación era la enseñanza y para ello estudió  en L'Escola del Treball ('Escuela del Trabajo' de la Escuela Industrial de Barcelona), aunque esta se vio frustrada por el estallido de la Guerra Civil.
Su padre se suicidó en 1936, su tío sin embargo, faísta convencido, llevó a hombros el féretro de Buenaventura Durruti por toda la llamada en la época, Vía Durruti, (la actual Vía Layetana o Vía Laietana en Ciutat Vella) en noviembre del mismo año 1936.
En 1937 se afilió como militante de la CNT y colaboró activamente en la colectivización del Consejo Económico de la Madera Socializada y otros locales como la Iglesia de Santa Madrona del barrio del Pueblo Seco.

## Guerra Civil
Con 16 años se alistó en el Ejército Republicano falsificando su edad, ingresando en la escuela Popular de Guerra de Escorial de la Sierra. Logró el título de sargento de ametralladoras, que recogió de manos del poeta Miguel Hernández, a la sazón comisario político de la 46ª División. Combatió en la Batalla de Guadarrama, en la Batalla de Brunete e ingresó en la Quinta del Biberón, donde conoce a Joan Llarch, participando en la Batalla del Ebro con sólo 17 años. 
Con la derrota de la República, participó en la posterior evacuación de heridos republicanos de hospitales desde Barcelona hasta la frontera con Francia; desde el 15 de diciembre de 1938 al 10 de febrero de 1939 consiguieron sacar del país a 10.300 heridos de guerra.

Con el corazón maltrecho, por el violento trallazo de su derrota, se vería entrar en Francia, en las más frías jornadas de invierno de 1938–1939, a unos hombres de pelo enmarañado, desaliñados, malolientes, con barbas de pordiosero, de carnes escurridas, con los uniformes salpicados de sangre y plomo y el mirar de visionarios... Eran los primeros —los únicos— que habían osado plantar cara al fascismo en Europa, con las armas en la mano.
Eduardo Pons Prades

## Segunda Guerra Mundial
En 1939 se exilió en Francia siendo ingresado como herido en el hospital de Carcasona y posteriormente tomó contacto con el maquis francés y el ejército galo durante la Segunda Guerra Mundial, combatiendo contra los ejércitos alemanes nazis en el sector entre Bélgica y Luxemburgo. Después de la derrota del ejército francés, en 1942 tomó contacto con Manolo Huet, intentando salvar vidas de judíos y de aliados en territorio francés.
Ya integrado en el ejército de los Generales Leclerc y de Gaulle, interviene en la liberación del departamento francés del Aude.

## Posguerra
Una vez acabada la Guerra, se instala en Francia, desde donde organiza dos viajes a España por encargo del Partido Sindicalista, en octubre de 1944 y diciembre de 1945. En un viaje posterior cuando se disponía a volver a Francia con un guía del grupo de Quico Sabaté, fue detenido el 5 de enero de 1946 en Puigcerdà, pero pudo fugarse tres semanas después gracias a un soborno al coronel que instruía su caso y huyó hacia Valencia donde tenía familiares hasta regresar de nuevo a Carcasona. 
Continuó su labor de escritor e historiador, colaborando desde Francia en distintas publicaciones, como los Papeles de Son Armadans que editaba Cela.
Pudo por fin regresar a España en 1962, gracias a la amnistía concedida por Franco con motivo de la coronación del Papa Juan XXIII. Participó en la fundación de la editorial Alfaguara y se afilió al Sindicat de Periodistes de Catalunya, con los que siguió su incansable lucha por la libertad, dando a conocer en sus obras la vida y afanes de tantos combatientes españoles contra el nazismo y contra el franquismo, que habían sido olvidados al acabar la lucha.
Colaboró también en diferentes publicaciones y periódicos como Historia y Vida, El Correo Catalán, Historia 16, Nueva Historia, El Periódico de Catalunya, Diari de Barcelona y El Correo de Andalucía, además de en revistas literarias como Insula, Letras e Índice de Artes y documentales ya fuera como guionista-documentalista o como actor, como en La guerrilla de la memoria.
No se suele mencionar su faceta de hombre vinculado a la paraciencia, pero en su obra El mensaje de otros mundos (que publicó en Planeta pese a la oposición de su editor) hace referencia a una abducción que vivió con ocasión de hallarse en los Pirineos pasando unas vacaciones. Pons Prades insistió en escribir y publicar este libro, por mucho que pudiera poner en tela de juicio su consideración como historiador e intelectual acreditado.
Falleció en el Hospital de la Santa Cruz y San Pablo, de Barcelona, desde el que él mismo había recogido y evacuado a tantos heridos republicanos en los años 1938-1939, la noche del 27 al 28 de mayo del 2007, sin poder ver salir a la luz el último libro que había redactado, sobre aspectos políticos de la vida de Picasso.

## Fondo personal
Su fondo personal se conserva en el Arxiu Nacional de Catalunya. Incluye documentación personal y familiar; como elementos más destacados, su estancia en la prisión, la participación en el maquis francés y la etapa clandestina. Reúne la documentación sobre su vinculación laboral con las editoriales Alfaguara y Salvat, y prensa. En cuanto a volumen e importancia, hay que destacar la documentación sobre la investigación historiográfica y la preparación y publicación de más de cuarenta estudios relativos a la Guerra Civil y la Segunda Guerra Mundial, siempre con los luchadores republicanos como protagonistas. Es de especial valor la correspondencia intercambiada con personajes y familiares de excombatientes republicanos. En su conjunto, el fondo permite una  aproximación a la historia de los combatientes republicanos durante la Segunda Guerra Mundial y el franquismo.

## Obras
- La venganza (novela)
- Los años oscuros de la transición española
- Los que SÍ hicimos la guerra
- Un soldado de la República
- Francia: verano de 1944
- El holocausto de los republicanos españoles: vida y muerte, en los campos de exterminio alemanes (1940–1945)
- Guerrillas españolas (1936–1960)
- Españoles en los maquis franceses
- Los cerdos del comandante (españoles en los campos de exterminio alemanes)
- Morir por la libertad: españoles en los campos de exterminio
- Los vencidos y el exilio
- Años de muerte y de esperanza
- Crónica negra de la transición española 1976–1985
- Las guerras de los niños republicanos 1936–1995
- El mensaje de otros mundos
- Los senderos de la libertad (Europa 1936–1945)
- Los niños republicanos en la guerra de España
- La guerrilla española en la II guerra mundial ¡Destruir la columna alemana!
- Republicanos españoles en la Segunda Guerra Mundial
- Las guerras de Picasso